# Nikolai Michailowitsch Kischkin

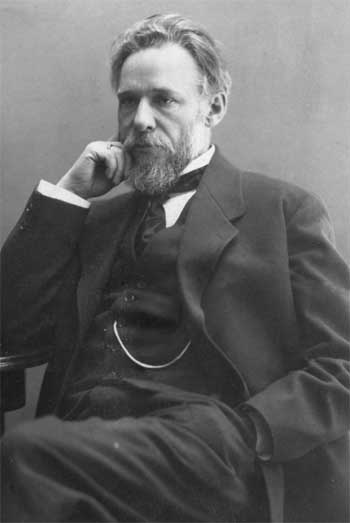
Nikolai Michailowitsch Kischkin (1914)

Nikolai Michailowitsch Kischkin (russisch Николай Михайлович Кишкин; * 29. Novemberjul. / 11. Dezember 1864greg. in Moskau; † 16. März 1930 ebenda) war ein russischer Mediziner und Politiker.

## Leben
Kischkin stammte aus einer Adelsfamilie. Er studierte an der medizinischen Fakultät der Universität Moskau und arbeitete dann als Arzt und Physiotherapeut. Er wurde Direktor und Miteigentümer der Klinik für Hydrotherapie und Elektrotherapie in Moskau. Er war Mitglied der Gesellschaft zur Förderung der Entwicklung von Kurorten.
Kischkin war Mitglied der liberalen Union der Befreiung. Im Jahr der Russischen Revolution 1905 wurde er Mitglied des Zentralkomitees der Konstitutionell-Demokratischen Partei (Kadetten), in der er dem linken Flügel zuneigte. Er war 1905–1908 und 1913–1917 gewählter Abgeordneter in der Moskauer Stadtduma und wurde 1914 Vizechefbevollmächtigter und Mitglied des Hauptkomitees der Allrussischen Städteunion.
Während der Februarrevolution 1917 leitete Kischkin das vom Komitee der Moskauer gesellschaftlichen Organisationen gewählte Exekutivkomitee. Im März 1917 machte ihn die Provisorische Regierung in Petrograd zu ihrem Kommissar in Moskau. Er bereitete nun die Kommunalwahl im Sommer 1917 vor. Im Juli und August 1917 schlug der Ministerpräsident Alexander Fjodorowitsch Kerenski dem ihm vertrauten Kischkin mehrfach vor, in die Regierung einzutreten. Nach dem fehlgeschlagenen Putschversuch Lawr Georgijewitsch Kornilows im August führte Kischkin im Auftrag Kerenskis Gespräche mit Vertretern von Handel und Industrie über den Eintritt in die Regierung. Am 25. Septemberjul. / 8. Oktober 1917greg. wurde Kischkin Minister für Versorgung im letzten Kabinett der Provisorischen Regierung. Am Tag der Oktoberrevolution erhielt Kischkin die volle militärische und zivile Gewalt in Petrograd. Er ersetzte den unentschlossenen Oberkommandierenden der Petrograder Streitkräfte Oberst Georgi Petrowitsch Polkownikow durch Generalmajor Fürst Jakow Gerassimowitsch Bagratuni und versuchte, eine Gegenwehr gegen die Bolschewiki aufzubauen, was wegen ungenügender militärischer Kräfte nicht gelang. Kischkin wurde nach der Einnahme des Winterpalasts, dessen Verteidigung er seinem Assistenten Pjotr Ioakimowitsch Paltschinski übertragen hatte, mit den Ministern der Provisorischen Regierung von den Bolschewiki verhaftet und in die Peter-und-Paul-Festung gebracht. Im Frühjahr 1918 wurde Kischkin freigelassen.
Kischkin arbeitete nun wieder als Arzt. 1919 wurde er als einer der Gründer der oppositionellen Union der Befreiung Russlands wegen antisowjetischer Tätigkeiten verhaftet, aber bald wieder freigelassen. 1921 organisierte er zusammen mit Sergei Nikolajewitsch Prokopowitsch und Jekaterina Dmitrijewna Kuskowa zur Linderung der Hungersnot das Allrussische Komitee für  Hungerhilfe, in das bekannte liberale Persönlichkeiten eintraten und das deswegen von den sowjetischen Behörden kritisch gesehen wurde. Kischkin wurde wegen antisowjetischer Tätigkeit verhaftet, nach Wologda verbannt und dann amnestiert. Ab 1923 arbeitete er in Moskau in der Kurort-Abteilung des Volkskommissariats für Gesundheit der RSFSR. Mehrmals wurde er verhaftet. Schließlich wurde er Rentner. Als sich Ende der 1920er Jahre die politische Situation verschärfte, wurde ihm die Rente aberkannt und die  Lebensmittelmarken verweigert.